# Liste der Bodendenkmale in Thiendorf
In der Liste der Bodendenkmale in Thiendorf sind die Bodendenkmale der Gemeinde Thiendorf und ihrer Ortsteile nach dem Stand der Auflistung von Harald Quietzsch und Heinz Jacob aus dem Jahr 1982 aufgelistet. Eventuelle Änderungen und Ergänzungen, insbesondere aus der Zeit nach der Wende, sind nicht berücksichtigt, da für Sachsen aktuell keine neueren allgemein zugänglichen Bodendenkmallisten vorliegen. Die Baudenkmale sind in der Liste der Kulturdenkmale in Thiendorf aufgeführt.
| Denkmal-ID | Fundart            | Ortsteil | Bezeichnung             | Zeitstellung | Lage                                                                                            | Bemerkungen | Bild |
| ---------- | ------------------ | -------- | ----------------------- | ------------ | ----------------------------------------------------------------------------------------------- | --- | ---- |
| ?          | Befestigung > Burg | Sacka    | Wasserburg              | Mittelalter  | südlicher Ortsrand, südlich des Kirchhofs, westlicher Gutsbereich                               | durch Herrenhaus überbaut, Nordseite des Rechteckgrabens eingeebnet, Schutz seit 10. Mai 1973                                      |      |
| ?          | Befestigung > Burg | Tauscha  | Wasserburg „Altes Mahl“ | Mittelalter  | nordnordwestlich von Tauscha, direkt südlich von Sacka, liegt auf dem Gebiet beider Gemarkungen | System aus Wällen, Gräben und Senken mit unklarem Zusammenhang, Schutz seit 21. April und 18. Juli 1941, erneuert 19. Oktober 1957 |      |
| ?          | Befestigung > Burg | Welxande | Wasserburg              | Mittelalter  | direkt westsüdwestlich des Orts, Niederung östlich des Jentzschteichs                           | weitgehend eingeebnet, Graben als leichte Senke oberflächlich erkennbar, Schutz seit 10. Juli 1939, erneuert 19. Oktober 1957      |      |
| ?          | Befestigung > Burg | Zschorna | Wasserburg              | Mittelalter  | im Ort                                                                                          | durch Schloss überbaut, wasserführender Graben umlaufend erhalten, Schutz seit 10. Mai 1973                                        |      |